# Jim Fergus
Pour les articles homonymes, voir Fergus.
Œuvres principales
- Série Mille femmes blanches

Jim Fergus, né le 23 mars 1950 à Chicago, est un écrivain américain, à succès, sur une double thématique d'hommage aux nations autochtones américaines et de voyage entre les mondes.

## Biographie
Né de mère française et de père américain, Jim Fergus se passionne dès l'enfance pour la culture Cheyenne alors qu'il visite l'ouest du pays en voiture avec son père pendant l'été. Ses parents décèdent alors qu'il a 16 ans et il part vivre dans le Colorado où il poursuit ses études. Il vivra ensuite en Floride où il est professeur de tennis avant de revenir dans le Colorado en 1980. Il s'installe dans la petite ville de Rand, qui compte treize habitants, pour se consacrer exclusivement à l'écriture. Il publie en tant que journaliste de nombreux articles, essais ou interviews dans la presse magazine et collabore à des journaux. Son premier livre, A Hunter's Road, mémoire de voyage et de sport, paraît en 1992.
Son premier roman, One Thousand White Women, l'histoire de femmes blanches livrées aux Indiens par le gouvernement américain pour partager leur vie, est publié aux États-Unis en 1998 et rencontre le succès. Son second roman The Wild Girl, paraît en 2005, celui-ci raconte cette fois l'histoire d'une Apache enlevée à sa tribu en 1932.

### Une ascendance française réelle, source d'un roman
Avec son roman Marie-Blanche, Jim Fergus dévoile son ascendance française par les femmes issues de la famille Trumet de Fontarce. Jim Fergus présente pour les besoins de la fiction, la famille de Fontarce comme de vieille noblesse et donne au chef de famille Maurice, un titre de comte et à son frère puîné Gabriel, un titre de vicomte. Or, la famille Trumet de Fontarce est une famille de propriétaires terriens de l'Aube, titulaires sous l'Ancien Régime de petits offices de judicature, dont les aïeux n'ont jamais été nobles ni anoblis. C'est d'ailleurs par un décret du 30 mai 1860 que la famille Trumet fut légalement autorisée à ajouter à son nom de Fontarce, régularisant ainsi un usage familial de ce nom de terre ajouté au patronyme Trumet. Fontarce est un toponyme désignant un lieu-dit de la commune de Vitry-le-Croisé, soit le hameau de Fontarce ou du Grand-Fontarce, soit la ferme de Fontarce-le-Petit. C'est le premier lieu-dit que traverse, en quittant sa source, l 'Arce, rivière affluente de la Seine à Bar-sur-Seine, localité où se fixe au XIXe siècle la famille Trumet, acquérant des terres alentour.
Dans une note mise en tête de son ouvrage, Jim Fergus précise bien que « tous les personnages, y compris celui de l'auteur sont des représentations fictives, qui peuvent éventuellement comporter certaines ressemblances avec des personnes réelles, mortes ou vivantes. » Néanmoins, les divers protagonistes de cette famille sont appelés dans le roman par leur vrai nom et se retrouvent dans l'arbre généalogique des ascendants côté maternel de Jim Fergus qui peut être reconstitué ainsi : 
- Nicolas Trumet, notaire et procureur au bailliage ducal d'Aumont, résidant à Lirey
 époux de Marie Anne Lacroix
  - Edmé Antoine Nicolas Trumet (Lirey, 16 janvier 1761 - 5 mai 1846), procureur aux juridictions royales de Bar-sur-Seine, puis président du Tribunal de première instance de Bar-sur-Seine
 époux de Catherine Geneviève Adélaïde Petel
    - Jean Baptiste Trumet dit Trumet de Fontarce[7] (16 septembre 1790 - 30 avril 1857), avocat puis magistrat et maître des requêtes au Conseil d'État
 époux le 17 décembre 1821 de Jeanne Françoise Ligeret de Beauvais (21 mars 1799 - )
      - Armand Trumet de Fontarce[8] (Dijon, 15 août 1824 – Bar sur Seine, 14 septembre 1908), docteur en médecine, conseiller général du canton et maire de Bar-sur-Seine (Aube)[9]
 époux de Blanche Caroline Henriette Delvigne
        - Charles Maurice Trumet de Fontarce (Ham (Somme) 24 décembre 1863 - ), lieutenant de réserve au 23e régiment de dragons[10]
 époux le 30 octobre 1895 de Marie Henriette Boutet (3 janvier 1875 - )
          - Renée Marie Mauricette Blanche Jeanne Henriette Trumet de Fontarce (Orry-la-Ville, 31 juillet 1899 – 18 octobre 1996) épouse
 (1) le 28 janvier 1920, Guy Thierry Léonce Marie Joséphine de Brotonne[11] ( – 14 octobre 1949)
 (2) le 24 décembre 1923, Henri Hippolyte Pierre Claret de Fleurieu  (Neuilly-sur-Seine, 11 septembre 1896  - Paris (7e) le 28 novembre 1976)[12]
 (3) en 1936, Leander James McCormick[13]
            - Marie-Blanche (dite Baby) Gabrielle Mauricette de Brotonne-McCormick[14] (7 décembre 1920 – 12 mars 1966)
 épouse William (dit Bill) Dodd Fergus (24 juin 1909 – 23 mars 1966)
              - William (dit Billy) Guy Leander Fergus (11 septembre 1941 – 27 juillet 1947
              - Leandra Fergus(30 juillet 1948 – )
              - James (dit Jim ou Jimmy) Fergus (1950 – )

            - Thierry (dit Toto) Léonce Leander (de Brotonne-) McCormick[15] (23 mars 1922 - 22 janvier 2003)[16], vice-président des brasseries Peter Hand Brewing Co., fabriquant la bière Meister Braü, puis dirigent d'un cabinet d'agent de change.
              - Christopher (de Brotonne-) McCormick
              - Anthony (de Brotonne-) McCormick
              - Mathew (de Brotonne-) McCormick

          - Jean-Pierre Henri Trumet de Fontarce (Orry-la-Ville, 24 avril 1902 - Bordeaux, 31 janvier 1971) [17]

        - François Henri Gabriel Trumet de Fontarce[18] (4 mars 1866 - )
 marié le 26 avril 1889 à Paris en l'église Saint-Pierre-de-Chaillot, avec Adèle Potier (18 août 1870 - )[19]
          - Blanche Marie Victorine Henriette Julie Trumet de Fontarce (Paris, 19 avril 1898 - 1916)[20]

## Œuvres
- Espaces sauvages (A Hunter's Road, 1992), trad. française, Le Cherche midi, 2011  (ISBN 978-2-7491-1132-2), 466 pages
- Mon Amérique (The sporting road : Travels across America in an airstream trailer-with fly rod, shotgun, and a yellow lab named sweetzer, 1999) trad. française, Le Cherche midi, 2013  (ISBN 978-2749111315), 304 pages
- La Fille sauvage (The Wild Girl: The Notebooks of Ned Giles, 2005), trad. française, Le Cherche midi, 2011  (ISBN 978-2-2662-1745-3), 460 pages
- Marie-Blanche (Marie-Blanche, 2011), trad. française, Pocket, 2012  (ISBN 978-2-2661-9274-3)
- Chrysis, (The Memory of love, 2013), trad. française, Le Cherche midi, 2013  (ISBN 978-2-7491-2264-9)

Série Mille femmes blanches
- Mille femmes blanches (One Thousand White Women: The Journals of May Dodd, 1998), traduit en 2000, Pocket, éd. 2004  (ISBN 2-2661-1078-0), 505 pages
- La Vengeance des mères : Les Journaux de Margaret Kelly et de Molly McGill (The Vengeance of mothers: The Journals of Margaret Kelly and Molly McGill) trad. française, Le Cherche midi, 2016
- Les Amazones : Les Journaux perdus de May Dodd et de Molly McGill, édités et annotés par Molly Standing Bear (Strongheart) trad. française, Le Cherche midi, 2019  (ISBN 978-2-7491-5674-3)
- May et Chance : L'incroyable destin de May Dodd, l'héroïne de la trilogie Mille femmes blanches -  trad. française  Jean-Luc Piningre, 2022  (ISBN 978-2749174488)
- Le monde véritable, 2024, fable - trad. française  Jean-Luc Piningre, Paris, Le cherche-midi, 2024, 160p.  (ISBN 978-2-7491-7450-1)